# Iros todos a tomar por culo
Iros todos a tomar por culo es el título del único álbum en directo de la banda de rock española Extremoduro, producido por Iñaki “Uoho” Antón y publicado por DRO el 21 de abril de 1997. Inicialmente su distribución se hizo en los formatos de CD y casete, la versión remasterizada fue lanzada en 2011 y la primera edición en vinilo se publicó el 16 de septiembre de 2014 partiendo de la versión remasterizada.
De la gira que realizaron conjuntamente con la banda Platero y Tú, se grabó el audio de varios actuaciones que serían publicadas en su primer disco en directo, nuevamente producido por Iñaki "Uoho" Antón. En un principio, la banda se mostraba reticente a publicar álbumes en directo, si bien la publicación del álbum fue motivada por las grabaciones pirata y de mala calidad de sus conciertos que circulaban entre el público. La presentación del álbum fue el 17 de abril de dicho año en una rueda de prensa multitudinaria.

## Lista de canciones
| N.º | Título                                             | Concierto                                               | Duración |  |
| 1.  | «Amor castúo» (de Rock transgresivo)               | Sevilla, Auditorio de la Cartuja de Sevilla, 18/10/1996 | 4:03     |  |
| 2.  | «Buscando una luna» (de Agila)                     | Sevilla, Auditorio de la Cartuja de Sevilla, 18/10/1996 | 4:12     |  |
| 3.  | «De acero» (de Deltoya)                            | Asturias, Sala Cuattro de Aviles, 01/11/1996            | 3:47     |  |
| 4.  | «Correcaminos, estáte al loro» (de Agila)          | Asturias, Sala Cuattro de Aviles, 01/11/1996            | 2:51     |  |
| 5.  | «La hoguera» (de Rock transgresivo)                | Navarra, Sala Gares de Puente la Reina, 25/10/1996      | 4:20     |  |
| 6.  | «Jesucristo García» (de Rock transgresivo)         | Madrid, Palacio de los Deportes, 08-09/11/1996          | 6:34     |  |
| 7.  | «Tu corazón» (de Somos unos animales)              | Madrid, Palacio de los Deportes, 08-09/11/1996          | 5:10     |  |
| 8.  | «Bri, bri, bli, bli» (de ¿Dónde están mis amigos?) | Madrid, Palacio de los Deportes, 08-09/11/1996          | 3:26     |  |
| 9.  | «Quemando tus recuerdos» (de Somos unos animales)  | Madrid, Palacio de los Deportes, 08-09/11/1996          | 5:53     |  |
| 10. | «La carrera» (de Agila)                            | Madrid, Palacio de los Deportes, 08-09/11/1996          | 2:36     |  |
| 11. | «Pepe Botika» (de ¿Dónde están mis amigos?)        | Madrid, Palacio de los Deportes, 08-09/11/1996          | 4:40     |  |
| 12. | «Deltoya» (de Deltoya)                             | Madrid, Palacio de los Deportes, 08-09/11/1996          | 5:50     |  |
| 13. | «Pedrá (fragmento)» (de Pedrá)                     | Madrid, Palacio de los Deportes, 08-09/11/1996          | 11:24    |  |
| 14. | «Ama, ama, ama y ensancha el alma» (de Deltoya)    | Madrid, Palacio de los Deportes, 08-09/11/1996          | 6:05     |  |

## Créditos
Extremoduro
- Roberto "Robe" Iniesta – Guitarra y voz
- Ramón "Mon" Sogas – Bajo y coros
- Alberto "Capi" Gil – Batería
- Iñaki "Milindris" Setién – Guitarra

Platero y Tú
- Iñaki "Uoho" Antón – Guitarra
- Fito Cabrales – Coros, guitarra y voz
- Juantxu Olano – Bajo
- Jesús García – Batería

Personal adicional
- Ramone – Portada
- Aitor Ariño – Ingeniero de sonido y mezclas
- Batis – Ingeniero adicional
- Tony Cousins – Mezclas
- Miguel Pérez – Portada y fotografías
- Tete – Fotografías
- Juan Luis Vela – Fotografías
- Santiago Esteban – Fotografías